# Patrona Bavariae

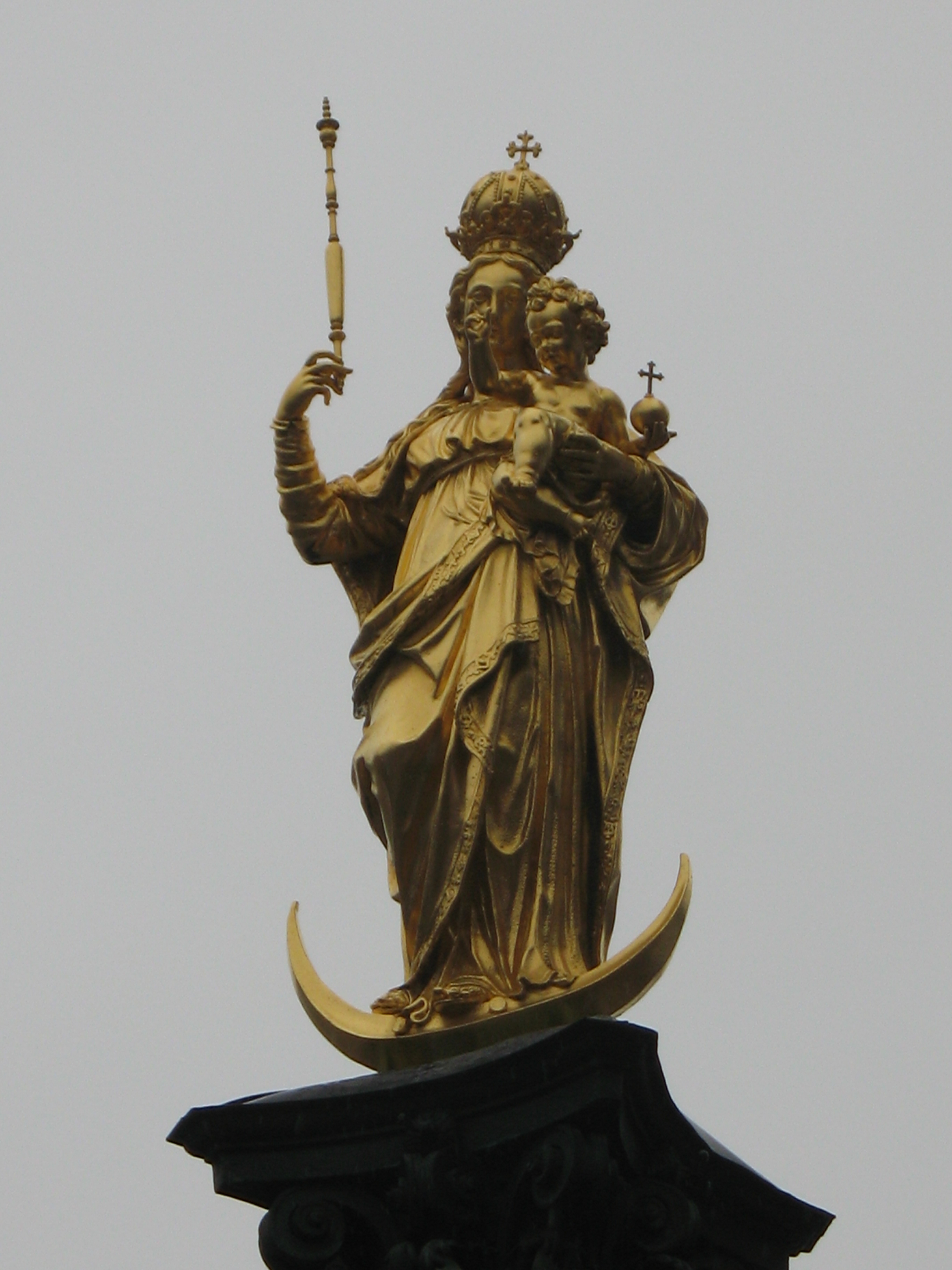
Mariensäule på Marienplatz.

Under Patrona Bavariae äras jesu moder Maria som Bayerns skyddshelgon.
Ärandet av Maria som Bayerns skyddshelgon infördes särskilt av kurfursten Maximilian I av Bayern men går långt tillbaka i tiden. 
I München finns Mariensäule på Marienplatz. Denna pelare med jesu Moder högst upp restes under 30-åriga kriget sedan de svenska trupper under Gustav II Adolf ockuperat staden men valt att skona den från ödeläggelse. Detta gällde även Landshut. Efter detta som under betecknades som ett under ("Wunder von München") reste Maximilian I av Bayern Mariensäule på Marienplatz. Mariensäule har besökta av påve Johannes Paulus II 1980 och av påve Benedictus XVI 2006.
Sedan 1916 firas Marienfest varje år.